# Orliac-de-Bar
Orliac-de-Bar är en kommun i departementet Corrèze i regionen Nouvelle-Aquitaine i de centrala delarna av Frankrike. Kommunen ligger  i kantonen Corrèze som tillhör arrondissementet Tulle. År 2022 hade Orliac-de-Bar 256 invånare.

## Befolkningsutveckling
Antalet invånare i kommunen Orliac-de-Bar
Referens:INSEE